# D-자일룰로스 환원효소
D-자일룰로스 환원효소(영어: D-xylulose reductase) (EC 1.1.1.9)는 다음과 같은 화학 반응을 촉매하는 효소이다.
자일리톨 + NAD+ {\displaystyle \rightleftharpoons } D-자일룰로스 + NADH + H+
D-자일룰로스 환원효소의 2가지 기질은 자일리톨, NAD+이며, 3가지 생성물은 D-자일룰로스, NADH, H+이다.
D-자일룰로스 환원효소는 산화환원효소 부류에 속하며, 특히 공여체가 CH-OH기이고 수용체가 NAD+ 또는 NADP+인 효소에 속한다. D-자일룰로스 환원효소는 오탄당과 글루쿠론산 간의 상호전환 과정에 참여한다.

## 명명법
D-자일룰로스 환원효소의 계통명은 자일리톨:NAD+ 2-산화환원효소 (D-자일룰로스-형성)(영어: xylitol:NAD+ 2-oxidoreductase (D-xylulose-forming))이다.
다음은 일반적으로 사용되는 다른 이름들이다.
- NAD+-의존적 자일리톨 탈수소효소(영어: NAD+-dependent xylitol dehydrogenase)
- 자일리톨 탈수소효소(영어: xylitol dehydrogenase)
- 에리트리톨 탈수소효소(영어: erythritol dehydrogenase)
- 2,3-시스-폴리올(DPN) 탈수소효소 (C3-5)(영어: 2,3-cis-polyol(DPN) dehydrogenase (C3-5))
- 펜티톨-DPN 탈수소효소(영어: pentitol-DPN dehydrogenase)
- 자일리톨-2-탈수소효소(영어: xylitol-2-dehydrogenase)

## 구조 연구
2007년을 기준으로 이러한 부류의 효소에 대해 PDB 접근 코드 1ZEM의 한 가지 구조가 해결되었다.

## 같이 보기
- 자일리톨
- D-자일룰로스
- 환원효소
- 산화환원효소

## 참고 문헌
- Chiang C, Knight SG (1960). “A new pathway of pentose metabolism”. 《Biochem. Biophys. Res. Commun.》 3 (5): 554–9. doi:10.1016/0006-291X(60)90174-1. PMID 13692998.
- Hickman J; Ashwell G (1959). “A sensitive and stereospecific enzymatic assay for xylulose”. 《J. Biol. Chem.》 234: 758–761.
- Jakoby WB, Fredericks J (1961). “Erythritol dehydrogenase from Aerobacter aerogenes”. 《Biochim. Biophys. Acta》 48: 26–32. doi:10.1016/0006-3002(61)90511-X. PMID 13789254.